# Eulocastra aethiops
Eulocastra aethiops là một loài bướm đêm trong họ Noctuidae.